# GJB3
GJB3‏ (Gap junction protein beta 3) هوَ بروتين يُشَفر بواسطة جين GJB3 في الإنسان.